# Національне шосе 15 (Естонія)
Національне шосе 15 (також шосе Таллінн–Рапла–Тюрі, T15, ест. Tallinna–Rapla–Türi maantee) — це 97,2-кілометрова національна основна дорога з півночі на південь у північній Естонії. Шосе починається в Талліннському районі Нимме на національній дорозі 4 під назвою Viljandi maantei. Перетинає національну дорогу 11 у Луїге та проходить через Кохілу, Хагуді, Рапла, Кехтна, Лелле та Кяру до національної дороги 5 у Тюрі.

## Маршрут
T15 проходить через такі округи та муніципалітети:
Повіт Гар'юмаа
- Таллінн
- Кіїльська волость
- Сакуська волость

Повіт Рапла
- Волость Кохіла
- Волость Рапла
- Волость Кехтна

Ярвамський повіт
- Волость Тюрі